# Dzielec (nad Hańczową)
Dzielec (717 m n.p.m.) – niewybitny szczyt w południowo-zachodniej części Beskidu Niskiego.
Wznosi się w tzw. Hańczowskich Górach Rusztowych, w tym samym grzbiecie (żeberku owego „rusztu”), co Bordiów Wierch (755 m n.p.m.) i nienazwane wzniesienie o wysokości 777 m n.p.m. Stanowi najbardziej na południowy wschód wysunięte wzniesienie tego grzbietu, odległe o niespełna 2 km od koty 777 m n.p.m. i dominujące od północnego zachodu nad Hańczową. Południowe i południowo-zachodnie stoki Dzielca opadają ku dolinie Ropki i jej lewobrzeżnego dopływu – potoku Kapeluska, natomiast stoki wschodnie – ku dolinie Ropy.
Do końca lat 40. XX w. wspominany grzbiet był w większości bezleśny - pokrywały go polany wypasowe. Dziś szczyt Dzielca jest całkowicie zalesiony i pozbawiony widoków. Pomimo więc faktu, że grzbietem przez Bordiów Wierch i Dzielec biegnie niebiesko znakowany  szlak turystyczny z Grybowa do Wysowej, szczyt ten nie stanowi obiektu zainteresowania turystów.